# Jonathan Franzen
Jonathan Earl Franzen (Western Springs, 17 agosto 1959) è uno scrittore e saggista statunitense.
Nel 2001 ha pubblicato Le correzioni, in cui si descrivono le vicende di una normale famiglia borghese del Midwest e si affrontano i temi più scottanti della società americana con uno stile ironico e graffiante. Il libro ha riscosso ampi consensi di critica e ha vinto il National Book Award, segnando un punto di svolta nella carriera letteraria di Franzen, diventato una figura nota in patria e all’estero. 

## Biografia
Franzen è nato il 17 agosto 1959 a Western Springs, una cittadina a pochi chilometri da Chicago, nell'Illinois, ma è cresciuto a Webster Groves, nel Missouri, da padre statunitense di origini svedesi e da madre statunitense. Ha studiato allo Swarthmore College e alla Freie Universität di Berlino, infatti parla il tedesco, e ora vive a New York.
Esordisce nel 1988 con La ventisettesima città. Nel 2002 viene consacrato dalla critica con Le correzioni che riceve il National Book Award nella sezione Romanzo e il James Tait Black Memorial Prize per la narrativa. Pubblica regolarmente racconti e saggi sul New Yorker e su Harper's, ed è uno dei compilatori dei lemmi del Futuro dizionario d'America (The Future Dictionary of America, 2005).
Nel corso del 2007 stringe un accordo con la casa editrice Farrar, Straus and Giroux per il suo nuovo romanzo, ma a seguito di ritardi e collaborazioni con giornali e riviste, non completa la prima stesura fino al dicembre 2009. Il romanzo, Libertà (Freedom in originale), è estremamente atteso negli Stati Uniti. Il Time dedica anticipatamente a Franzen l'onore della copertina. Il volume, incentrato sulla vita di una famiglia del Midwest, esce in libreria il 31 agosto 2010. L'attenzione dedicata a Franzen da parte del New York Times nel corso del 2010 ha causato alcuni malumori da parte delle colleghe Jodi Picoult e Jennifer Weiner.
Nel 2015 viene pubblicato Purity, una storia che si snoda nell’arco di due generazioni, dagli anni cinquanta a oggi, abbracciando più continenti (dalla Germania dell’Est al Colorado, dalla California alla giungla boliviana).

## Riconoscimenti
Ha vinto il Whiting Writers' Award nel 1998, l'American Academy's Berlin Prize nel 2000, ed è annoverato tra i venti scrittori del XXI secolo dal New Yorker ed uno dei Best Young American Novelists da Granta

## Opere

### Romanzi
- La ventisettesima città (Twenty-Seventh City, 1988), trad. Ranieri Carano, Milano, Arnoldo Mondadori Editore, 1989; Torino, Einaudi, 2002.
- Forte movimento (Strong motion, 1992), trad. Silvia Pareschi, Torino, Einaudi, 2004, ISBN 978-88-061-6097-5.
- Le correzioni (The corrections, 2002), trad. S. Pareschi, Torino, Einaudi, 2002, ISBN 978-88-061-6037-1.
- Libertà (Freedom, 2010), trad. S. Pareschi, Torino, Einaudi, 2011, ISBN 978-88-061-9111-5.
- Purity (2015), trad. S. Pareschi, Collana Supercoralli, Torino, Einaudi, 2016, ISBN 978-88-062-1660-3.
- Crossroads (2021), trad. S. Pareschi, Collana Supercoralli, Torino, Einaudi, 2021, ISBN 978-88-062-4842-0.

### Racconti
- Facts, pubblicato su Fiction International (1987)[11]
- Argilla Road, pubblicato su Grand Street (1991)
- Somewhere North of Wilmington, pubblicato su Blind Spot 8 (1996)
- How He Came to Be Nowhere, pubblicato su Granta 54 (1996)
- Chez Lambert, pubblicato su The Paris Review (1996)
- On the Nordic Pleasurelines Fall Color Cruise, pubblicato su Conjunctions, Spring (1998)
- The Failure, pubblicato su The New Yorker (1999)
- At the Party for the Artists with No Last Name, pubblicato su Blind Spot (1999)
- The Fall, pubblicato su Harper's Magazine (2000)
- When the new wing broke away from the old mansion, pubblicato su The Guardian (2003)
- Breakup Stories, pubblicato su The New Yorker (2004)
- Two's Company, pubblicato su The New Yorker (2005)
- Good Neighbors, pubblicato su The New Yorker (2009)
- Agreeable, pubblicato su The New Yorker (2010)
- The Republic of Bad Taste, pubblicato su The New Yorker (2015)

### Saggistica
- Come stare soli (How to Be Alone, 2002); Einaudi, trad. di Silvia Pareschi
- Più lontano ancora (Farther Away, 2012); Einaudi, trad. di Silvia Pareschi
- A Critic at Large: A Rooting Interest, pubblicato su The New Yorker (2012)
- Il progetto Kraus: saggi di Karl Kraus annotati da Jonathan Franzen (The Kraus Project, 2014); Einaudi, trad. di Claudio Groff e Silvia Pareschi
- Carbon capture: has climate change made it harder for people to care about conservation?, pubblicato su The New Yorker (2015)
- The End of the End of the World, pubblicato su The New Yorker (2016)
- La fine della fine della terra (The End of the End of the Earth, 2018); Einaudi, trad. di Silvia Pareschi, 2019
- Why Birds Matter, pubblicato su National Geographic (2018)
- What If We Stopped Pretending, pubblicato su The New Yorker (2019)

### Memorie
- Zona disagio (The Discomfort Zone, 2006); Einaudi, trad. di Silvia Pareschi